# Baie Valentin
Pour les articles homonymes, voir Valentin.
La baie Valentin (en espagnol : bahía Valentín) est une petite baie située en Argentine au sud de la péninsule Mitre, et s'ouvrant sur la mer de la zone australe (nom donné par l'Argentine et le Chili à une étendue d'eau située au sud de la Terre de Feu), à l'ouest du cap Buen Suceso. 
Large d'environ 3 milles, elle a été nommée en l'honneur du pilote hollandais Valentín Tansen, qui accompagne les frères Nodal et Jacques L'Hermite lors de leurs expéditions. Les Yámanas surnommaient la baie « Oatewai », ce qui signifie « baie de l'homme ».
Elle est située administrativement dans le département d'Ushuaïa, dans la province de Terre de Feu, Antarctique et Îles de l’Atlantique Sud, au sud de l'Argentine.